# Bula Dourada de 1356
A Bula Dourada de 1356 foi um decreto emitido pela Dieta de Nuremberga (Reichstag), presidida pelo imperador Carlos IV (ver Dieta de Nuremberga) que determinou, por um período de mais de 400 anos, um aspecto fulcral da estrutura constituinte do Sacro Império Romano-Germânico.
A Bula Dourada nomeava explicitamente os sete príncipes-eleitores que deveriam escolher o Rei dos Romanos, o qual deveria normalmente ser posteriormente coroado Imperador Romano pelo papa. Consequentemente, a bula menciona um rex in imperatorem promovendus, o "rei a ser promovido imperador" — apesar da distinção entre os dois títulos se tornaria progressivamente irrelevante (e virtualmente não existente depois de 1508).

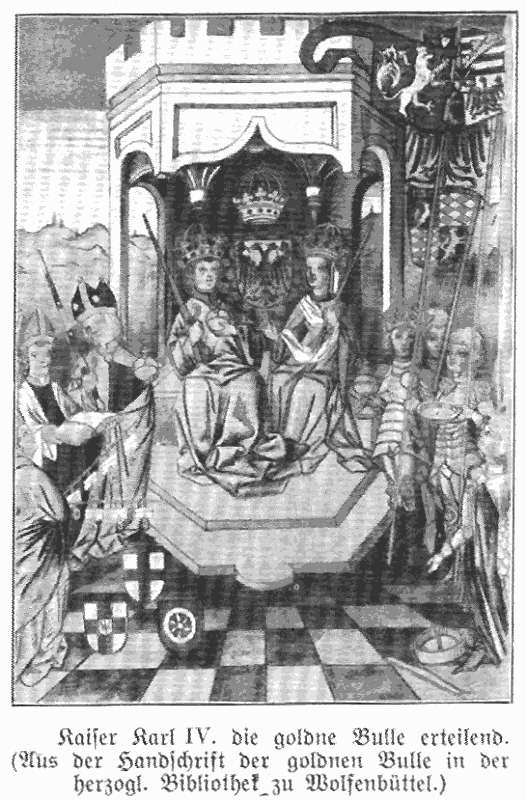
Bula Dourada de 1356
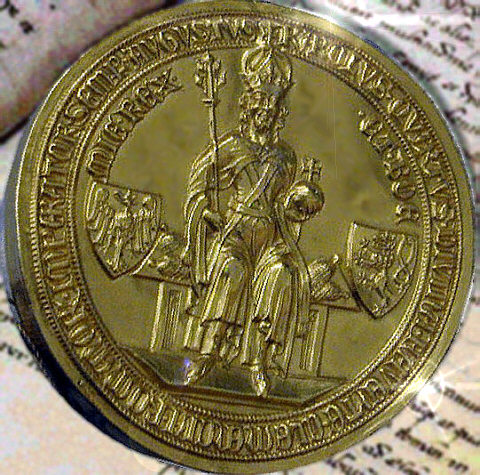
Selo na Bula Dourada
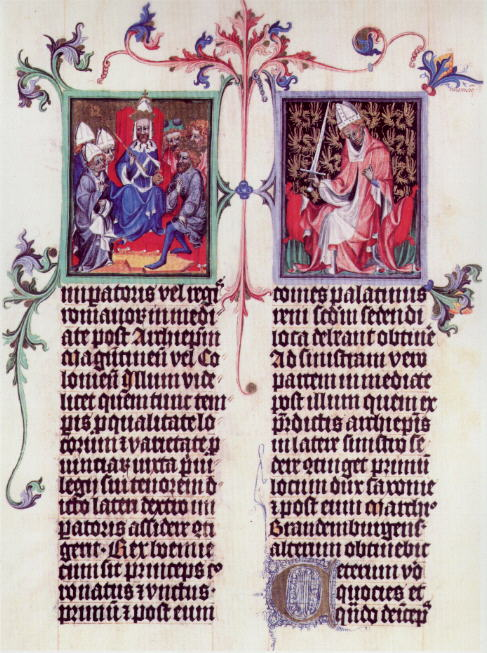
Bula Dourada de 1356